# Saffloz

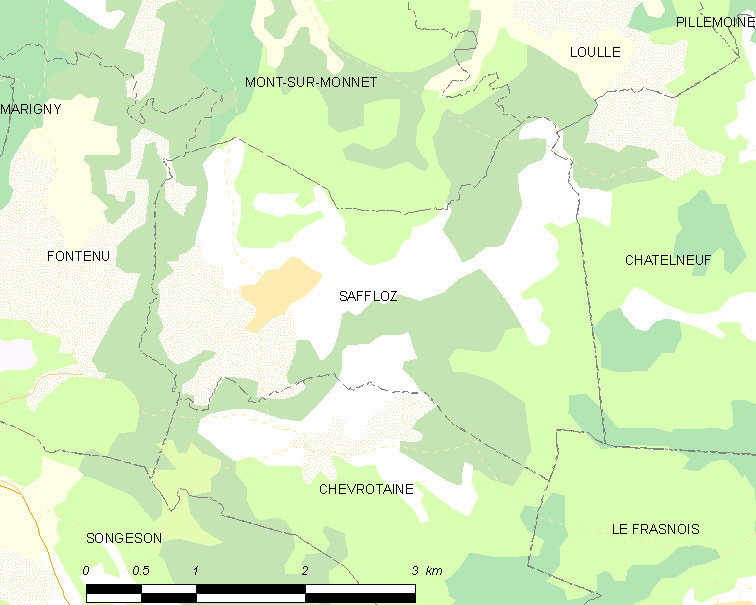

Saffloz ist eine Gemeinde im französischen Département Jura in der Region Bourgogne-Franche-Comté.

## Geographie
Saffloz liegt auf 654 m, etwa 23 Kilometer östlich der Stadt Lons-le-Saunier (Luftlinie). Das Bauerndorf erstreckt sich im Jura, in einer Mulde auf dem Hochplateau von Champagnole zwischen der Combe d’Ain im Westen und den Ketten des Hochjuras im Osten, nahe beim Lac de Chalain.
Die Fläche des 8,65 km² großen Gemeindegebiets umfasst einen Abschnitt des französischen Juras. Der Hauptteil des Gebietes wird vom Hochplateau von Champagnole eingenommen, das durchschnittlich auf 670 m liegt. Diese leicht gewellte Hochfläche zeigt ein lockeres Gefüge von Wiesland, Ackerland und Wald. Nach Osten erstreckt sich das Gemeindeareal in ausgedehnte Waldgebiete, die allmählich zu den Höhen der Grands Bois hin ansteigen. Mit 815 m wird im Bois Molard du Taureau die höchste Erhebung von Saffloz erreicht. Das gesamte Gebiet zeigt keine oberirdischen Fließgewässer, weil das Niederschlagswasser im Untergrund versickert, der aus porösem Kalkstein besteht.
Nachbargemeinden von Saffloz sind Mont-sur-Monnet und Loulle im Norden, Châtelneuf im Osten, Le Frasnois und Chevrotaine im Süden sowie Fontenu im Westen.

## Geschichte
Erstmals urkundlich erwähnt wird die Ortschaft im 12. Jahrhundert unter dem Namen Essarts-Flots. Essarts ist auf exsartum, das Partizip Perfekt des spätlateinischen Wortes exsarire (roden, urbar machen) zurückzuführen, während Flots so viel wie Moor, Sumpf bedeutet. Im Lauf der Zeit wandelte sich der Ortsname zum heutigen Saffloz. Seit dem Mittelalter gehörte das Dorf zur Herrschaft von Châtelneuf. Zusammen mit der Franche-Comté gelangte es mit dem Frieden von Nimwegen 1678 an Frankreich.

## Sehenswürdigkeiten
Die Kirche Saint-Jacques-et-Philippe in Saffloz wurde 1790 erbaut; der Glockenturm stammt aus dem frühen 19. Jahrhundert. Sie diente bis in die 1960er-Jahre als Pfarrkirche für die Gemeinden Saffloz, Fontenu und Chevrotaine.

## Bevölkerung
| Jahr                       | 1962 | 1968 | 1975 | 1982 | 1990 | 1999 | 2004 | 2017 |
| Einwohner                  | 125  | 98   | 75   | 75   | 85   | 87   | 83   | 102  |
| Quellen: Cassini und INSEE |      |      |      |      |      |      |      |      |

Mit 87 Einwohnern (Stand 1. Januar 2022) gehört Saffloz zu den kleinsten Gemeinden des Départements Jura. Nachdem die Einwohnerzahl in der ersten Hälfte des 20. Jahrhunderts markant abgenommen hatte (1881 wurden noch 208 Personen gezählt), wurden seit Beginn der 1970er Jahre nur noch geringe Schwankungen verzeichnet.

## Wirtschaft und Infrastruktur
Saffloz war bis weit ins 20. Jahrhundert hinein ein vorwiegend durch die Landwirtschaft, insbesondere Viehzucht und Milchwirtschaft, sowie durch die Forstwirtschaft geprägtes Dorf. Noch heute leben die Bewohner zur Hauptsache von der Tätigkeit im ersten Sektor. Außerhalb des primären Sektors gibt es nur wenige Arbeitsplätze im Dorf. Einige Erwerbstätige sind auch Wegpendler, die in den umliegenden größeren Ortschaften ihrer Arbeit nachgehen.
Die Ortschaft liegt abseits der größeren Durchgangsstraßen. Straßenverbindungen bestehen mit Champagnole, Mont-sur-Monnet, Doucier und Chevrotaine.